# 劉国中
劉 国中（りゅう こくちゅう、リウ・グオジョーン、1962年7月 - ）は、中華人民共和国の官僚・政治家。黒竜江省綏化専区望奎県出身。現職は国務院副総理（副首相）。元中国共産党陝西省委員会書記。

## 経歴
1962年7月、黒竜江省綏化専区望奎県で生まれる。1982年華東工程学院（現在の南京理工大学）を卒業。大学卒業後、国立ハルビン建成機械工場に勤務する。1990年に黒竜江省人民政府へ入庁した。以後、課員、研究室副主任、研究室主任を歴任した。2004年、同省鶴崗市党委書記に転任し。2007年4月、省党委員会常務委員兼秘書長に就任。2011年9月、黒竜江省副省長に昇格。
2013年10月、中央に移り、中華全国総工会副主席（次官）に就任。
2016年2月、四川省党委専職副書記に転出。
2016年12月、吉林省党委副書記、副省長、省長代行に転出。吉林省第12期人民代表大会第6回で1月19日、省長代行の劉国中が省長に選出された。
2017年12月、陝西省に移り、陝西省党委副書記に任命。2018年1月、陝西省省長に当選。2020年7月、陝西省党委書記に昇格。
2022年の中国共産党第二十回全国代表大会で中国共産党中央政治局委員に選ばれる。翌2023年3月、全国人民代表大会で国務院副総理に選出。